# Lecithocera fuscialaris
Lecithocera fuscialaris is een vlinder uit de familie van de Lecithoceridae. De wetenschappelijke naam van de soort werd voor het eerst geldig gepubliceerd in 2021 door Oku.

## Voorkomen
De soort komt voor in Japan.